# التحالف لأجل الغذاء الآمن ميسور التكلفة
التحالف من أجل الغذاء الآمن الميسور التكلفة (CFSAF) هي مجموعة صناعية أنشأتها المنظمة الصناعية للتقانة الحيوية، ورابطة مصنّعي البقالة، وكروب لايف الدولية (الرابطة التجارية لمنتجي الكيماويات الزراعية). تُمارس المنظمة ضغوطًا ضد الولايات الفردية التي لديها قوانين لوضع العلامات على الأطعمة المعدلة وراثيًا، وبدلاً من ذلك تدعم قانونًا فيدراليًا (قانون الملصقات الغذائية الآمنة والدقيقة لعام 2015) الذي من شأنه أن ينشئ معايير وطنية لتوسيم الكائنات المعدلة وراثيًا. وصفهم أصدقاء الأرض وخبير التغذية آندي بيلاتي بأنهم مجموعة أمامية. ضغطت منظمة التحالف من أجل الغذاء الآمن الميسور التكلفة على الكونجرس الأمريكي فيما يتعلق بوضع العلامات على الكائنات المعدلة وراثيًا.

## روابط خارجية
- التحالف من أجل الغذاء الآمن الميسور التكلفة